# هيرواكي هيراوكا
هيرواكي هيراوكا (باليابانية: 平岡 宏章) (2 سبتمبر 1969 في شيزوكا في اليابان – )؛ هو لاعب كرة قدم ياباني سابق كان يلعب كمدافع.

## وصلات خارجية
- هيرواكي هيراوكا على موقع رابطة كرة القدم اليابانية للمحترفين (اليابانية)
- هيرواكي هيراوكا على موقع قاعدة بيانات كرة القدم.إي يو (الإنجليزية)
- هيرواكي هيراوكا على موقع Soccerway.com (الإنجليزية)
- هيرواكي هيراوكا على موقع عالم كرة القدم.نت (الإنجليزية)